# Ali Ashfaq
Ali Ashfaq (* 6. September 1985 in Malé, Malediven) ist ein maledivischer Fußballspieler auf der Position eines Stürmers.

## Verein
Seit 2001 ist Ashfaq mit diversen Unterbrechungen für Vereine der heimischen Dhivehi League auf Torejagd und gewann bisher sechzehn nationale Titel auf den Malediven. Im Ausland war er für den Brunei DPMM FC und den malaysischen Verein PDRM FA aktiv.

## Nationalmannschaft
Der Kapitän der maledivischen A-Nationalmannschaft erzielte in bisher 94 Länderspielen ganze 58 Treffer für sein Land. 2008 gewann er mit der Auswahl die Südasienmeisterschaft. Am 2. September 2013 erzielte Ali Ashfaq bei der Fußball-Südasienmeisterschaft 2013 in Nepal gegen Sri Lanka (10:0) sechs Tore in einem Spiel. Damit ist er der erste Spieler, der in einem Kontinental-Match sechs Tore in einer Partie erzielte. Den Rekord, fünf Tore in einem Kontinental-Match geschossen zu haben, teilte er sich schon zuvor mit Lionel Messi.

## Erfolge
Verein
- Maledivischer Meister: 2007, 2010, 2011, 2012, 2013, 2016, 2017, 2018
- Maledivischer Pokalsieger: 2006, 2007, 2008, 2011, 2013
- Maledivischer Superpokalsieger: 2010, 2011, 2013

Nationalmannschaft
- Südasienmeisterschaft: 2008

## Sonstiges
In seiner Heimat wird er von den Fans Dhagandey genannt, was so viel bedeutet wie Mann aus Stahl.